# Émile Guépratte
Émile Paul Amable Guépratte (Granville, 30 agosto 1856 – Brest, 21 novembre 1939) è stato un ammiraglio francese.

## Biografia

### Formazione e primi anni di carriera
Émile Paul Aimable Guépratte è nato a Granville da una famiglia di ufficiali di marina. Ha studiato al Lycée impérial ("liceo imperiale") di Brest dal 1868 e si è unito alla École Navale ("Scuola navale") il 1º ottobre 1871.
Il 5 ottobre 1874 è stato creato ufficiale e promosso Enseigne de vaisseau il 1º dicembre 1877. Tra i primi suoi incarichi combatté in Tunisia a bordo della nave da battaglia Marengo. Dopo aver studiato le operazioni di torpediniere e partecipò nella battaglia navale "Amiral Duperré" come esperto di siluri prima di ricevere il suo primo incarico di comando nel 1889. Nel 1891 venne promosso al grado di secondo ufficiale della nave francese "Forfait". In seguito venne assegnato al comando del cacciatorpediniere Caronade in Indocina e poi all'incrociatore Foudre, venendo promosso a capitaine de vaisseau (capitano di vascello). Nel 1905 Guépratte prese il comando dell'incrociatore "Jeanne d'Arc", per poi essere assegnato, nel 1909, all'"Edgar Quinet", traghettando il presidente Armand Fallières.

### Prima guerra mondiale
Guépratte ottenne il grado di contrammiraglio il 2 settembre 1912. Allo scoppio della prima guerra mondiale condusse uno squadrone di vecchie navi da battaglia nel Mar Mediterraneo. Nel 1914 gli venne ordinato di unirsi all'operazione britannica nei Dardanelli collaborando con l'ammiraglio Sackville Carden.
Il 3 novembre 1914 le navi da battaglia "Suffren", "Vérité", "Indomitable", "Indefatigable" cominciarono a bombardare i forti posti a difesa dello stretto, dando inizio alla campagna.
L'attacco principale ebbe luogo il 18 marzo mentre Guépratte guidava avanti gli squadroni. La flotta si era intrappolata in un micidiale campo minato, sotto il fuoco dell'artiglieria dalla costa. L'"Irresistible", l'"Ocean" e la "Bouvet" vennero affondate, mentre la nave ammiraglia "Suffren" venne seriamente danneggiata, coma anche la "Gaulois". Ciò nondimeno, l'ammiraglio John de Robeck, che nel frattempo era subentrato a Carden, elogiò il valore delle file francesi.
Guépratte prese parte alla successiva operazione navale con il Mediterranean Expeditionary Force, disapprovando l'assenza in mare delle unità francesi di prima classe. Venne alla fine promosso a viceammiraglio il 10 ottobre 1915, a quanto si mormorava, per portarlo via dalle operazioni di combattimento, in cui si era mostrato impetuoso, per una zona più sicura.

### Carriera politica e ritiro
Guépratte si ritirò il 30 agosto 1918 e cominciò la carriera politica. Venne eletto alla Assemblea Nazionale francese il 16 novembre 1919 nelle liste del partito di sinistra. Si dedicò perlopiù alle questioni inerenti alla marina. Si ritirò definitivamente dalla vita politica nel 1924, per poi morire a Brest nel 1939.
La tomba di Guépratte si trova a Les Invalides, dove sono sepolti gli eroi di guerra francesi.